# Le Pire Voisin au monde
Pour plus de détails, voir Fiche technique et Distribution.
Le Pire Voisin au monde ou La Vie selon Otto au Québec (A Man Called Otto) est un film américano-suédois réalisé par Marc Forster et sorti en 2022. C'est une adaptation du roman Vieux, râleur et suicidaire : la vie selon Ove (En man som heter Ove) de Fredrik Backman publié en 2012. Le roman avait déjà été porté à l'écran dans Mr. Ove (2015) de Hannes Holm.

## Synopsis
Depuis la mort de son épouse Sonya, Otto est grincheux et dépressif. Il se sent vieux et n'attend plus qu'une seule chose : la mort. Renvoyé de son emploi, il erre sans but, surveille le quartier et est brouillé avec ses voisins. L'arrivée d'une nouvelle famille avec deux petites filles dans la rue bouleverse son quotidien.

## Fiche technique
Sauf indication contraire, les informations mentionnées dans cette section peuvent être confirmées par la base de données cinématographiques IMDb,  présente dans la section « Liens externes ».
- Titre original : A Man Called Otto
- Titre français : Le Pire Voisin au monde
- Titre québécois : La Vie selon Otto
- Réalisation : Marc Forster
- Scénario : David Magee, d'après le roman Vieux, râleur et suicidaire : la vie selon Ove (En man som heter Ove) de Fredrik Backman
- Musique : Thomas Newman
- Décors : Barbara Ling
- Costumes : Frank L. Fleming
- Photographie : Matthias Koenigswieser
- Montage : Matt Chessé
- Production : Gary Goetzman, Tom Hanks, Fredrik Wikström et Rita Wilson

Producteurs délégués : Neda Backman, Marc Forster, Tor Jonasson, Tim King, David Magee, Michael Porseryd, Louise Rosner et Steve Shareshian
- Sociétés de production : Columbia Pictures, 2DUX², Playtone, SF Studios et STX Entertainment
- Sociétés de distribution : Sony Pictures Entertainment (États-Unis), Sony Pictures Releasing France (France)
- Budget : 50 millions de dollars[1]
- Pays de production :  États-Unis,  Suède
- Langue originale : anglais
- Format : couleur
- Genre : comédie dramatique
- Durée : 126 minutes
- Dates de sortie[2] : 
  - États-Unis, Canada : 30 décembre 2022 (sortie limitée)
  - États-Unis : 4 janvier 2023 (sortie nationale)
  - France : 1er février 2023

## Distribution
- Tom Hanks (VF : Jean-Philippe Puymartin ; VQ : Tristan Harvey) : Otto Anderson, veuf, retraité, grincheux et suicidaire
  - Truman Hanks (de) (VF : Théo Frilet ; VQ : Joakim Lamoureux) : Otto jeune
- Mariana Treviño (VF : Ethel Houbiers ; VQ : Eloisa Cervantes) : Marisol Mendès
- Rachel Keller (VF : Charlotte D'Ardalhon ; VQ : Rachel Graton) : Sonya Anderson, épouse d'Otto, enseignante
- Manuel Garcia-Rulfo (VF : Emmanuel Garijo ; VQ : Frédérik Zacharek) : Tommy Mendès, mari de Marisol, informaticien
- Cameron Britton (VF : Christophe Lemoine ; VQ : Christian Perrault) : Jimmy, voisin d'Otto
- Peter Lawson Jones : Reuben, voisin et ancien ami d'Otto, atteint d'une maladie dégénérative
- Mike Birbiglia (VF : Stéphane Pouplard ; VQ : Nicholas Savard L'Herbier) : l'agent immobilier
- Kelly Lamor Wilson (d) (VF : Alexia Papineschi ; VQ : Dominique Laniel) : Shari Kenzie
- Juanita Jennings (en) (VF : Maïk Darah ; VQ : Dominique Quesnel) : Anita, épouse de Reuben, voisine d'Otto, amie de Sonya
- Mack Bayda (VF : Gabriel Bismuth-Bienaimé ; VQ : Alexandre Bacon) : Malcolm, distributeur de journaux à vélo, ancien élève de Sonya
- Christiana Montoya (VQ : Emma Bao Linh Tourné) : Luna Mendès, fille de Marisol et de Tommy
- Alessandra Perez (VQ : Marianne Chénier) : Abbie Mendès, fille de Marisol et de Tommy

 Source et légende : version française (VF) sur RS Doublage ; version québécoise (VQ) sur Doublage.qc.ca

## Production
Tom Hanks, l'acteur principal, participe également à la production du film, via sa société Playtone et ses partenaires Gary Goetzman et Rita Wilson, ainsi que le producteur suédois SF Studios.
Sony Pictures Entertainment a pré-acheté les droits du film pour près de 60 millions de dollars lors du marché du film européen en février 2022 en marge de la Berlinale.

### Tournage
Le tournage débute à Pittsburgh en Pennsylvanie en février 2022,. Il se déroule également à Toledo et Brecksville dans l'Ohio. Les prises de vues s'achèvent en mai 2022,.

## Accueil

### Accueil critique
En France, le site Allociné propose une moyenne de 3.7/5, fondée sur 2700 avis de téléspectateurs.

### Box-office
| Pays ou région    | Box-office      | Date d'arrêt du box-office | Nombre de semaines |
| ----------------- | --------------- | -------------------------- | ------------------ |
| États-Unis Canada | 64 267 657 $    | 13 avril 2023              | 15                 |
| France            | 114 597 entrées | 7 mars 2023                | 5                  |
| Total mondial     | 112 756 794 $   | -                          | -                  |